# Демонстрация на Александерплац

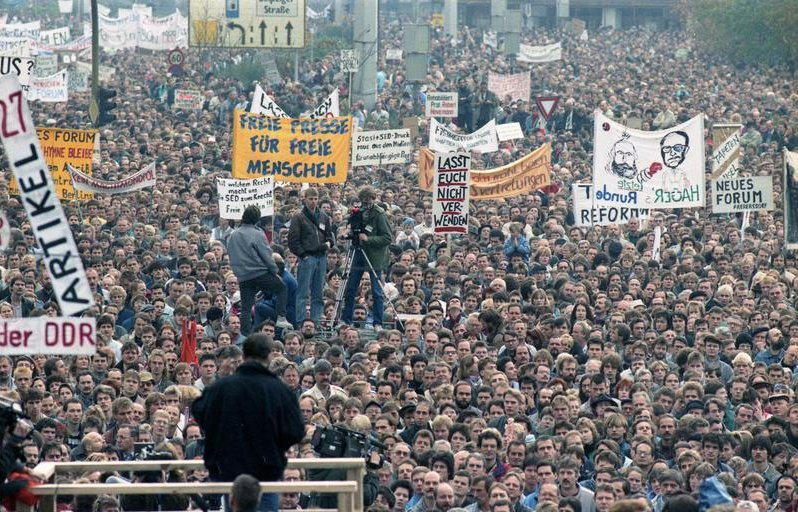
Александерплац 4 ноября 1989 года

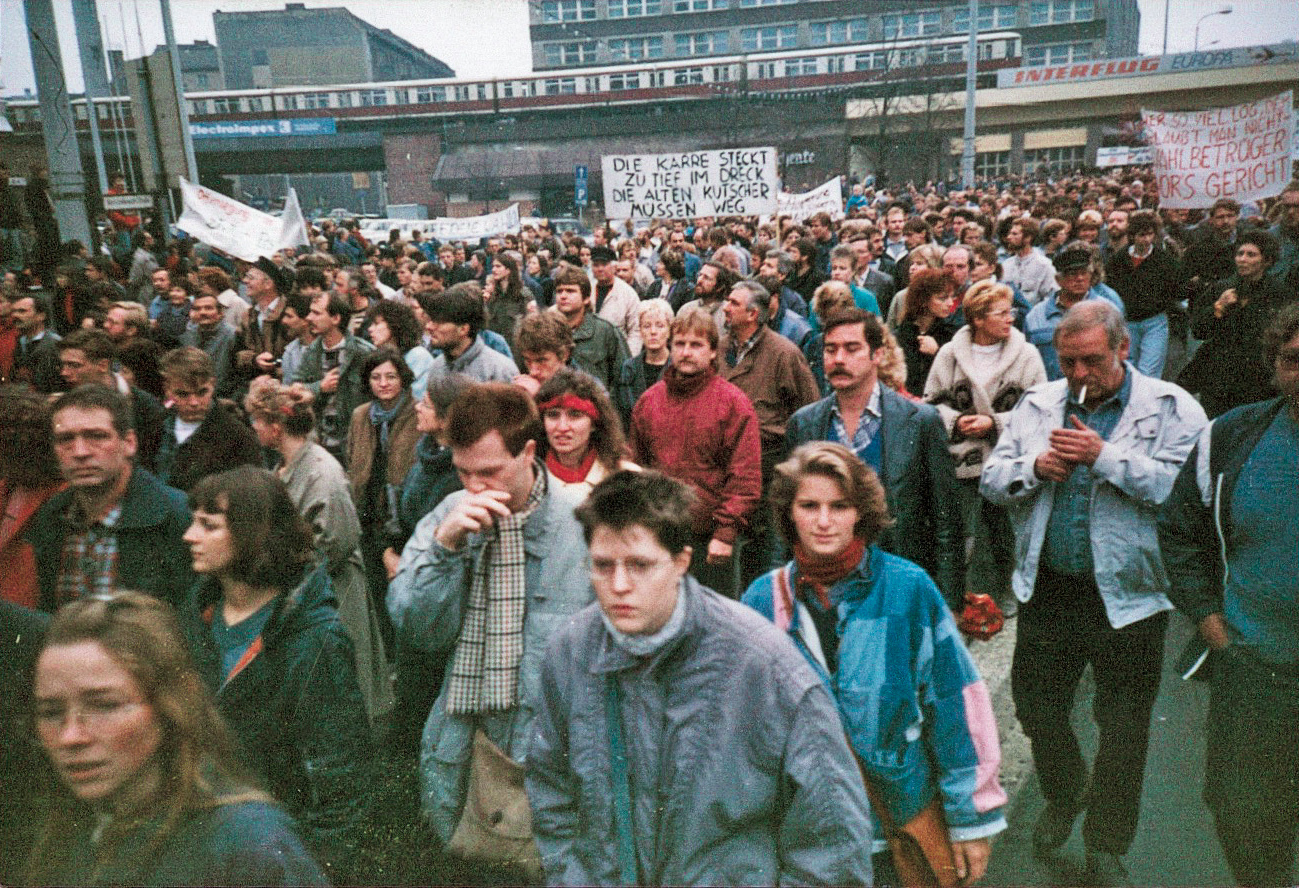
Начало демонстрации в западной части S-вокзала Александерплац

Демонстрация на Александерплац (нем. Alexanderplatz-Demonstration) — демонстрация, прошедшая 4 ноября 1989 года в Восточном Берлине и закончившаяся митингом на площади Александерплац, собравшим, по разным оценкам, от двухсот тысяч человек до миллиона, самая крупная демонстрация в истории ГДР. Главным требованием демонстрантов было соблюдение государством 27-го и 28-го пунктов Конституции ГДР, гарантировавших гражданам свободу слова и свободу собраний. Организаторами демонстрации выступали ассоциация художников, ассоциация работников кино и телевидения и комитет развлекательных искусств ГДР.
Демонстрация на Александрплац стала первой официально согласованной с властями акцией, проводимой частными организациями на территории ГДР. После долгих совещаний между полицией ГДР и МГБ ГДР разрешение на проведение демонстрации было получено 26 октября. С властями были согласованы списки выступающих ораторов, в который вошли представители оппозиции, действующие партийные функционеры и культурная интеллигенция. 4 ноября в субботу в 9:30 началась демонстрация, к 11:00 люди вышли к площади Александерплац, на которой с импровизированной сцены держали речь ораторы. Среди выступавших были деятели культуры — писатель Стефан Гейм, актёр Ульрих Мюэ, писательница Криста Вольф, драматург Хайнер Мюллер, богослов и диссидент Фридрих Шорлеммер; от оппозиционных политических течений с речами выступили представитель оппозиционной группы за мир и права человека Марианна Биртлер, представитель объединения «Новый форум» Йенс Райх, представитель Либерально-демократической партии Германии Манфред Герлах; от действующей партии власти (Социалистической единой партии Германии) председатель Берлинской коллегии адвокатов Грегор Гизи, генерал-полковник государственной безопасности в отставке Маркус Вольф и секретарь ЦК СЕПГ Гюнтер Шабовски.
Сама демонстрация и все выступления со сцены в прямом эфире в течение трёх часов транслировались государственным телевидением.
Самым распространённым лозунгом на транспарантах был «Мы — народ!» (нем. Wir sind das Volk!), также встречались лозунги: «Гражданские права не только на бумаге» (нем. Bürgerrechte nicht nur auf Papier), «40 лет достаточно!» (нем. 40 Jahre sind genug), «Привилегии для всех» (нем. Privilegien für alle), «Социализм да, Эгон нет» (нем. Sozialismus ja, Egon nein) и другие.